# ستيف جونسون (مدير فني)
ستيف جونسون (بالإنجليزية: Steve Johnson)‏ هو مدير فني أمريكي، ولد في 25 مايو 1956.